# Eleição municipal de Nova Iguaçu em 2024
A eleição municipal de Nova Iguaçu em 2024 ocorreu no dia 6 de outubro, com o objetivo de eleger um prefeito, um vice-prefeito e 23 vereadores responsáveis pela administração da cidade no mandato que se iniciou em 1º de janeiro de 2025 e terminará em 31 de dezembro de 2028. O candidato Dudu Reina (PP), apoiado pelo ex-prefeito Rogério Lisboa, venceu a eleição em primeiro turno com 74,77% dos votos, derrotando o segundo colocado, Tuninho da Padaria (PT) que obteve 6,02% dos votos. Clébio Lopes Jacaré (UNIÃO), que tinha ficado em segundo lugar com 14,38% dos votos, teve sua candidatura anulada e seus votos foram invalidados.

## Calendário eleitoral
| Início        | Fim           | Atividades | Status    |
| ------------- | ------------- | --- | --------- |
| 7 de março    | 5 de abril    | Janela partidária para vereadores trocarem de partido visando concorrer às eleições sem perder o mandato. | Realizado |
| 6 de abril    | 6 de abril    | Data-limite para todas as legendas e federações partidárias obterem o registro dos estatutos no TSE e para todos os candidatos terem domicílio eleitoral na circunscrição em que desejam disputar as eleições com a filiação deferida pelo partido. | Realizado |
| 15 de maio    | 15 de maio    | Início da campanha de arrecadação prévia de recursos na modalidade de financiamento coletivo para pré-candidatos, sem realização de pedidos de voto e obedecendo a regras relativas à propaganda eleitoral na Internet.                             | Realizado |
| 20 de julho   | 5 de agosto   | Realização de convenções partidárias para deliberar sobre coligações e escolher candidatos às prefeituras e aos cargos de vereador. Os partidos têm até 15 de agosto para registrar os nomes na Justiça Eleitoral.                                  | Realizado |
| 16 de agosto  | 16 de agosto  | Início das campanhas eleitorais de forma igualitária, podendo qualquer publicidade ou manifestação com pedido explícito de voto antes da data ser considerada irregular e multada.                                                                  | Realizado |
| 30 de agosto  | 3 de outubro  | Veiculação da propaganda eleitoral gratuita no rádio e na televisão. | Realizado |
| 6 de outubro  | 6 de outubro  | Realização do primeiro turno das eleições municipais. | Realizado |
| 11 de outubro | 25 de outubro | Veiculação da propaganda eleitoral gratuita no rádio e na televisão para o segundo turno. | Realizado |
| 27 de outubro | 27 de outubro | Realização de um eventual segundo turno nas cidades com mais de 200 mil eleitores em que o candidato a prefeito mais votado não tenha atingido a metade mais um dos votos válidos.                                                                  | Realizado |

## Candidatos ao cargo de Prefeito de Nova Iguaçu
| Nº | Prefeito(a)  | Prefeito(a)        | Prefeito(a)         | Prefeito(a)                                                                            | Vice-prefeito(a) | Vice-prefeito(a) | Vice-prefeito(a)       | Vice-prefeito(a)    | Vice-prefeito(a)             | Coligação Partido(s)                                                                                            | Ref.         |
| Nº | Candidato(a) | Candidato(a)       | Partido Federação   | Cargos relevantes                                                                      | Candidato(a)     | Candidato(a)     | Candidato(a)           | Partido Federação   | Cargos relevantes            | Coligação Partido(s)                                                                                            | Ref.         |
| -- | ------------ | ------------------ | ------------------- | -------------------------------------------------------------------------------------- | ---------------- | ---------------- | ---------------------- | ------------------- | ---------------------------- | --- | ------------ |
| 11 |              | Dudu Reina         | PP                  | - Presidente da Câmara de Vereadores de Nova Iguaçu (2021–2024)                        |                  |                  | Drª Roberta            | PL                  | - Advogada                   | Fé, Trabalho e Humildade PP, Republicanos, MDB, PL, Avante, PRD, PRTB, Fed. PSDB Cidadania, Solidariedade e PSD | [ 5 ]        |
| 13 |              | Tuninho da Padaria | PT FE Brasil        | - Empresário                                                                           |                  |                  | Pastora Maritza Almada | PMB                 | - Servidora Pública Estadual | Pra Nova Iguaçu Mudar Pra Melhor FE Brasil (PT, PCdoB e PV), PDT e PMB                                          | [ 6 ]        |
| 18 |              | Leonardo Mazzutti  | REDE Fed. PSOL REDE | - Advogado                                                                             |                  |                  | Hélio Jorge            | PSOL Fed. PSOL REDE | - Militar Reformado          | Sem coligação                                                                                                   | [ 7 ]        |
| 30 |              | Iza Dutra          | NOVO                | - Policial Militar e Engenheira                                                        |                  |                  | Eliezer Rocha          | NOVO                | - Membro das Forças Armadas  | Sem coligação                                                                                                   | [ 8 ]        |
| 40 |              | Aluísio Gama       | PSB                 | - Prefeito de Nova Iguaçu (1989–1992); - Presidente do TCE-RJ (1997—2000); - Professor |                  |                  | Alexandre Novaes       | PSB                 | - Empresário                 | Sem coligação                                                                                                   | [ 9 ] [ 10 ] |

### Candidatura anulada
| Nº | Prefeito(a)  | Prefeito(a)         | Prefeito(a)       | Vice-prefeito(a) | Vice-prefeito(a) | Vice-prefeito(a)  | Vice-prefeito(a)  | Nota |
| Nº | Candidato(a) | Candidato(a)        | Partido Federação | Candidato(a)     | Candidato(a)     | Candidato(a)      | Partido Federação | Nota |
| -- | ------------ | ------------------- | ----------------- | ---------------- | ---------------- | ----------------- | ----------------- | --- |
| 44 |              | Clébio Lopes Jacaré | UNIÃO             |                  |                  | Rosimere Guarnier | PODE              | O Tribunal Regional Eleitoral do Rio de Janeiro (TRE-RJ) indeferiu, no dia 30 de agosto de 2024, a candidatura de Clébio Jacaré à prefeitura de Nova Iguaçu. O pedido de indeferimento foi feito pelo Ministério Público Eleitoral, que citou a extensa lista de processos criminais contra o candidato, incluindo acusações de envolvimento com organização criminosa e práticas de propaganda eleitoral irregular. O indeferimento foi confirmado pelo TRE no dia 3 de outubro de 2024. A candidatura de Clébio Lopes Jacaré consta como anulada no site do TSE, sendo assim todos os votos recebidos por ele são considerados nulo e ele não assumiria o cargo caso vencesse as eleições. |

### Desistências
- Henrique Paes (PSD) – Médico e empresário. Teve a pré-candidatura retirada em 1 de agosto após o partido decidir pelo apoio à candidatura de Dudu Reina.
- Fábio Baldez (PCO) – Historiador.

## Pesquisas eleitorais
As pesquisas buscam analisar como seria o resultado da eleição se ela ocorresse no dia em que os dados dos entrevistados foram coletados, não tendo como objetivo pela porcentagem de confiança, prever o resultado final da eleição.

### Primeiro turno
| Fonte         | Data(s) conduzida(s) | Amostragem | Dudu Reina PP | Jacaré UNIÃO   | Tuninho PT | Iza NOVO | Aluisio PSB | Outros | Abst. Indec. | Ref.   |      |      |      |      |       |        |
| ------------- | -------------------- | ---------- | ------------- | -------------- | ---------- | -------- | ----------- | ------ | ------------ | ------ | ---- | ---- | ---- | ---- | ----- | ------ |
| Fonte         | Data(s) conduzida(s) | Amostragem | Prefab Future | 28-29/Set/2024 | 1.000      | 43,3%    | 14%         | Outros | Abst. Indec. | Ref.   | 5,5% | 3,2% | 3,5% | 1,8% | 28,7% | [ 14 ] |
| Ipec/Tupi     | 28-30/Set/2024       | 800        | 53%           | 15%            | 9%         | 2%       | 2%          | 1%     | 19%          | [ 15 ] |      |      |      |      |       |        |
| Ipec/Tupi     | 21-23/Set/2024       | 800        | 45%           | 16%            | 9%         | 3%       | 2%          | 2%     | 22%          | [ 16 ] |      |      |      |      |       |        |
| Ipec/Tupi     | 7-9/Set/2024         | 800        | 44%           | 16%            | 13%        | 3%       | 2%          | 2%     | 21%          | [ 17 ] |      |      |      |      |       |        |
| Ipec/Tupi     | 24-26/Ago/2024       | 800        | 33%           | 14%            | 9%         | 3%       | 5%          | 2%     | 35%          | [ 18 ] |      |      |      |      |       |        |
| Prefab Future | 1-4/Jul/2024         | 1.016      | 11,2%         | 13,5%          | 7%         | 2,1%     | 7,3%        | 0,7%   | 56,2%        | [ 19 ] |      |      |      |      |       |        |
| Quaest        | 14-16/Jun/2024       | 708        | 13%           | 18%            | 18%        | —        | —           | —      | 51%          | [ 20 ] |      |      |      |      |       |        |

### Segundo turno
Estes são cenários hipotéticos de segundo turno entre os candidatos.
Dudu Reina e Clébio Jacaré
| Fonte          | Data(s) conduzida(s) | Amostragem | Dudu Reina PP | Jacaré UNIÃO   | Vantagem | Abst. Indec. | Ref.   |     |     |     |     |     |        |
| -------------- | -------------------- | ---------- | ------------- | -------------- | -------- | ------------ | ------ | --- | --- | --- | --- | --- | ------ |
| Fonte          | Data(s) conduzida(s) | Amostragem | Ipec/Tupi     | 28-30/Set/2024 | Vantagem | Abst. Indec. | Ref.   | 800 | 58% | 19% | 39% | 22% | [ 15 ] |
| 21-23/Set/2024 | 53%                  | 24%        | Ipec/Tupi     | 29%            | 23%      | [ 16 ]       |        | 800 |     |     |     |     |        |
| 7-9/Set/2024   | 55%                  | 21%        | Ipec/Tupi     | 34%            | 24%      | [ 17 ]       |        | 800 |     |     |     |     |        |
| Quaest         | 14-16/Jun/2024       | 708        | 34%           | 25%            | 9%       | 41%          | [ 20 ] |     |     |     |     |     |        |

Dudu Reina e Tuninho da Padaria
| Fonte          | Data(s) conduzida(s) | Amostragem | Dudu Reina PP | Tuninho PT     | Vantagem | Abst. Indec. | Ref. |     |     |     |     |     |        |
| -------------- | -------------------- | ---------- | ------------- | -------------- | -------- | ------------ | ---- | --- | --- | --- | --- | --- | ------ |
| Fonte          | Data(s) conduzida(s) | Amostragem | Ipec/Tupi     | 28-30/Set/2024 | Vantagem | Abst. Indec. | Ref. | 800 | 59% | 17% | 42% | 24% | [ 15 ] |
| 21-23/Set/2024 | 57%                  | 17%        | Ipec/Tupi     | 40%            | 26%      | [ 16 ]       |      | 800 |     |     |     |     |        |
| 7-9/Set/2024   | 57%                  | 21%        | Ipec/Tupi     | 36%            | 22%      | [ 17 ]       |      | 800 |     |     |     |     |        |

Tuninho da Padaria e Clébio Jacaré
| Fonte | Data(s) conduzida(s) | Amostragem | Tuninho PT | Jacaré UNIÃO   | Vantagem | Abst. Indec. | Ref. |     |     |     |     |     |        |
| ----- | -------------------- | ---------- | ---------- | -------------- | -------- | ------------ | ---- | --- | --- | --- | --- | --- | ------ |
| Fonte | Data(s) conduzida(s) | Amostragem | Quaest     | 14-16/Jun/2024 | Vantagem | Abst. Indec. | Ref. | 708 | 57% | 17% | 40% | 26% | [ 20 ] |

## Debates
| Data           | Organizador(es) | Mediação        | Aluísio Gama (PSB) | Clébio Jacaré (UNIÃO) | Dudu Reina Reina (PP) | Leonardo Mazzutti (REDE) | Tuninho da Padaria (PT) | Iza Dutra (NOVO) | Ref.   |
| -------------- | --------------- | --------------- | ------------------ | --------------------- | --------------------- | ------------------------ | ----------------------- | ---------------- | ------ |
| 10 de setembro | Estúdio B       | Marlon Brum     | Presente           | Presente              | Ausente               | Presente                 | Presente                | Presente         | [ 21 ] |
| 12 de setembro | G1              | Edimilson Ávila | Presente           | Presente              | Ausente               | Presente                 | Presente                | Não convidada    | [ 22 ] |

## Resultado
Dudu Reina foi eleito prefeito no 1° turno com a maior quantidade de votos já recebida por um candidato na história da cidade, superando o recorde de Lindbergh Farias nas eleições municipais de 2008.

### Prefeito
| Fonte: TSE              | Fonte: TSE                  | Fonte: TSE                   | Fonte: TSE                          | Fonte: TSE                          |
| Candidato(a)            | Candidato(a)                | Vice                         | Primeiro turno 6 de outubro de 2024 | Primeiro turno 6 de outubro de 2024 |
| Candidato(a)            | Candidato(a)                | Vice                         | Votação                             | Votação                             |
| Candidato(a)            | Candidato(a)                | Vice                         | Total                               | Porcentagem                         |
| ----------------------- | --------------------------- | ---------------------------- | ----------------------------------- | ----------------------------------- |
|                         | Dudu Reina (PP)             | Drª Roberta (PL)             | 292.459                             | 74,77%                              |
|                         | Tuninho da Padaria (PT)     | Pastora Maritza Almada (PMB) | 23.555                              | 6,02%                               |
|                         | Iza Dutra (NOVO)            | Eliezer Rocha (NOVO)         | 12.211                              | 3,12%                               |
|                         | Leonardo Mazzutti (REDE)    | Hélio Jorge (PSOL)           | 3.499                               | 0,89%                               |
|                         | Aluisio Gama (PSB)          | Alexandre Novaes (PSB)       | 3.166                               | 0,81%                               |
|                         | Clébio Lopes Jacaré (UNIÃO) | Rosimere Guarnier (PODE)     | 0                                   | 0%                                  |
| Total de votos válidos  | Total de votos válidos      | Total de votos válidos       | 334.890                             | 84,10%                              |
| → Votos brancos         | → Votos brancos             | → Votos brancos              | 29.633                              | 6,37%                               |
| → Votos nulos           | → Votos nulos               | → Votos nulos                | 44.302                              | 9.53%                               |
| → Votos anulados        | → Votos anulados            | → Votos anulados             | 56.239                              | 12.1%                               |
| Total de votos          | Total de votos              | Total de votos               | 465.064                             | 75,28%                              |
| → Abstenções            | → Abstenções                | → Abstenções                 | 152.593                             | 24,71%                              |
| Eleitores aptos a votar | Eleitores aptos a votar     | Eleitores aptos a votar      | 617.657                             | 100%                                |

### Vereadores
| Fonte: TSE   | Fonte: TSE                 | Fonte: TSE    | Fonte: TSE | Fonte: TSE  |
| Candidato(a) | Candidato(a)               | Partido       | Votos      | Porcentagem |
| ------------ | -------------------------- | ------------- | ---------- | ----------- |
|              | Vaguinho Neguinho          | PRD           | 13.587     | 3,25%       |
|              | Marcio Fonseca             | PRD           | 11.571     | 2,76%       |
|              | Dr Manoel Barreto          | PL            | 11.160     | 2,67%       |
|              | Elton Cristo               | PP            | 7.770      | 1,86%       |
|              | Wesley Lopes               | PSDB          | 7.604      | 1,82%       |
|              | Claudinho da Kombi         | PP            | 7.563      | 1,81%       |
|              | Claudio Haja Luz           | Republicanos  | 6.987      | 1,67%       |
|              | Dr Marcio Guerreiro        | PP            | 6.740      | 1,61%       |
|              | Dr Robertinho              | PDT           | 6.535      | 1,56%       |
|              | Maninho de Cabuçu          | MDB           | 5.887      | 1,41%       |
|              | Douglas Nadaes             | Solidariedade | 5.832      | 1,39%       |
|              | Thadeu do Marcos Fernandes | PDT           | 5.798      | 1,38%       |
|              | Mauricio Moraes            | PSD           | 5.530      | 1,32%       |
|              | Alexandre da Padaria       | PSDB          | 5.424      | 1,30%       |
|              | Alcemir Gomes              | Solidariedade | 5.097      | 1,22%       |
|              | Igor Porto                 | PL            | 4.945      | 1,18%       |
|              | Baixinho da Van            | PL            | 4.933      | 1,18%       |
|              | Jeferson Ramos             | Avante        | 4.726      | 1,13%       |
|              | Rogério do Pneu            | Republicanos  | 4.611      | 1,10%       |
|              | Juan Santa Cruz            | MDB           | 4.457      | 1,06%       |
|              | Danielzinho da Padaria     | UNIÃO         | 4.301      | 1,03%       |
|              | Camu                       | Avante        | 3.703      | 0,88%       |
|              | Marcio Simpatia            | Solidariedade | 3.670      | 0,88%       |

## Transmissão
A veiculação da propaganda eleitoral gratuita ocorreu entre 30 de agosto e 3 de outubro, em bloco e inserções, pela Band Rio e Rádio Tropical Solimões.